# São Pedro (Vila do Porto)
São Pedro is een plaats (freguesia) in de Portugese gemeente Vila do Porto en telt 841 inwoners (2001).

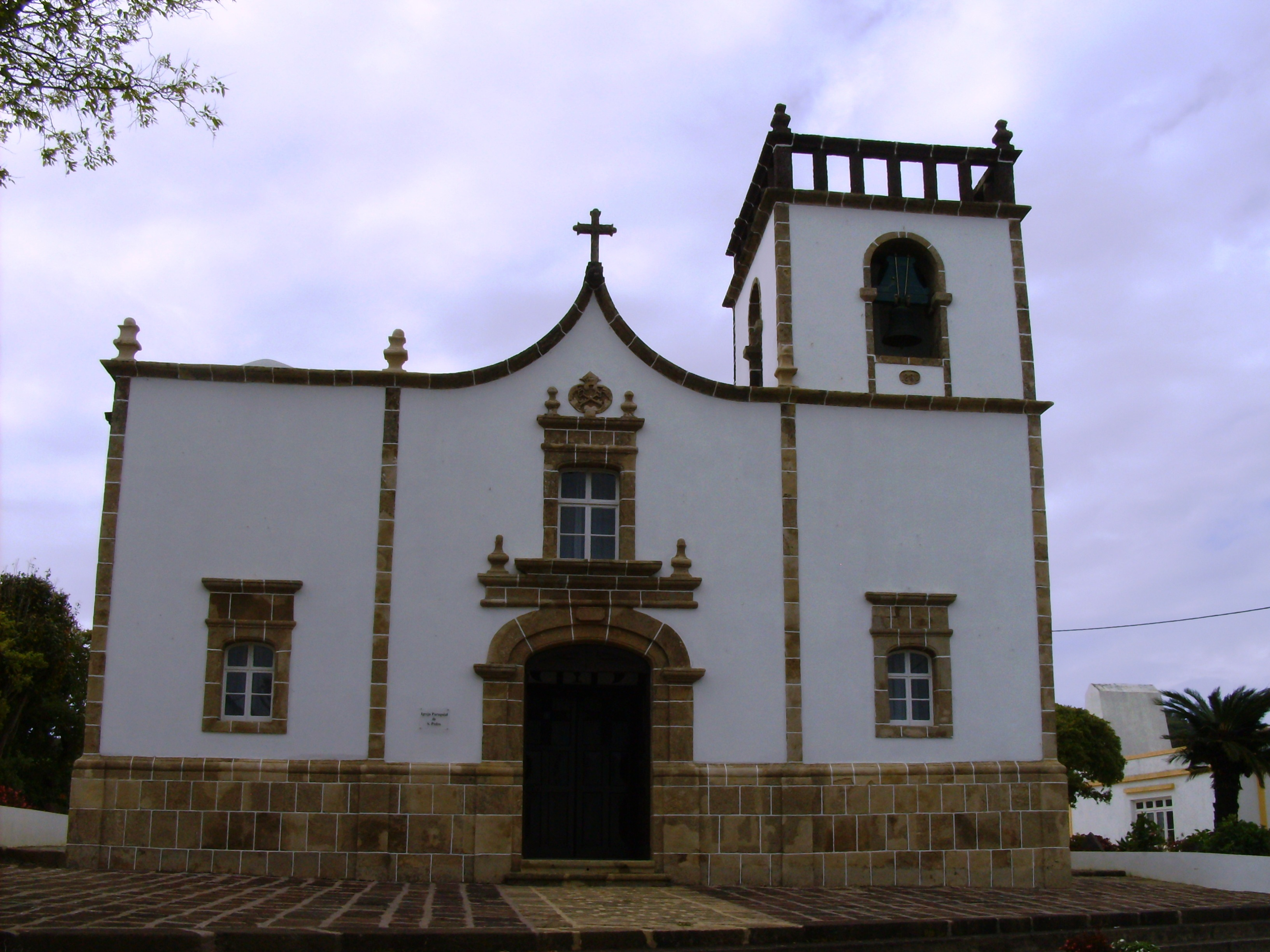
Kerk Santa Maria, São Pedro
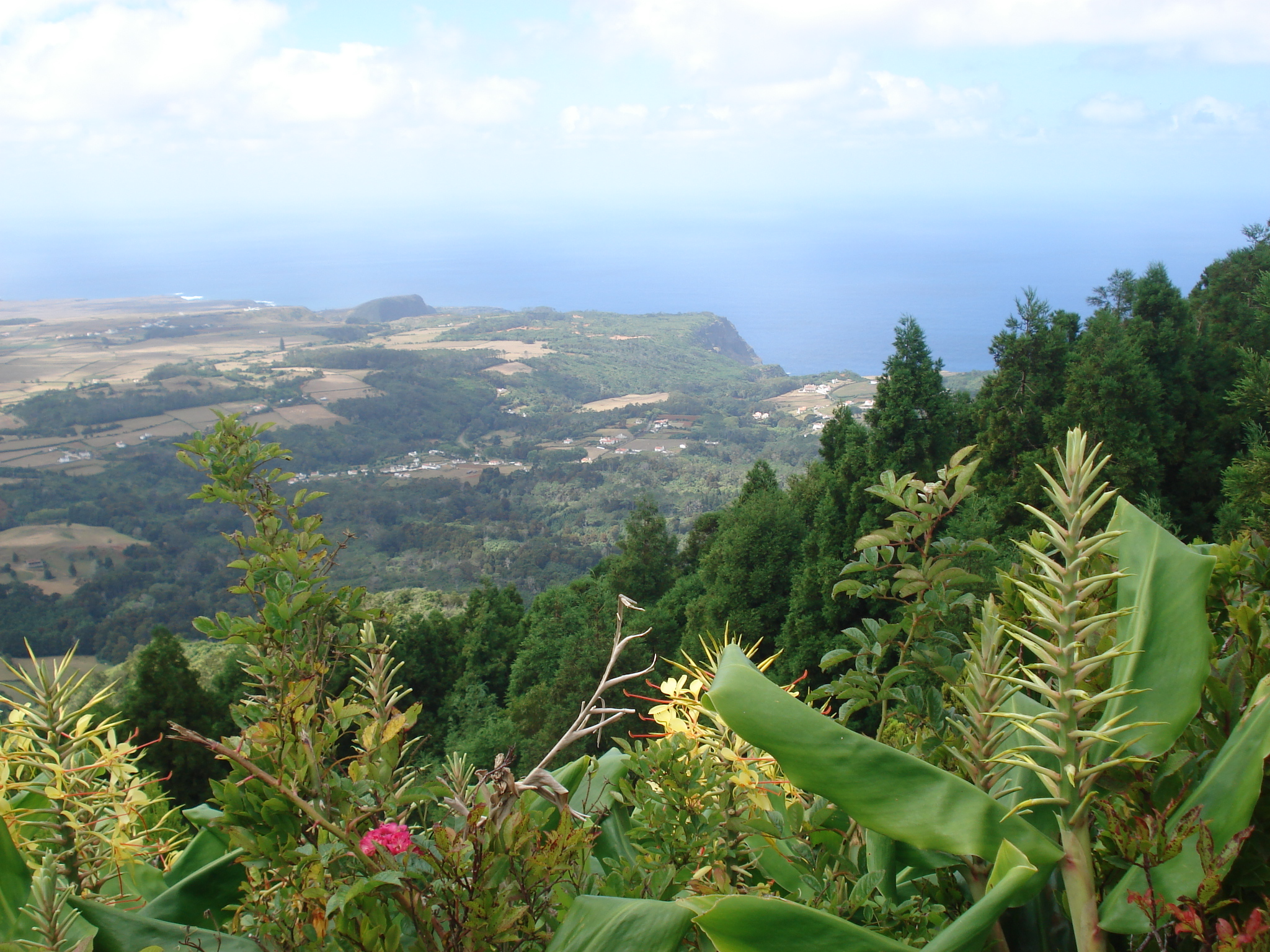
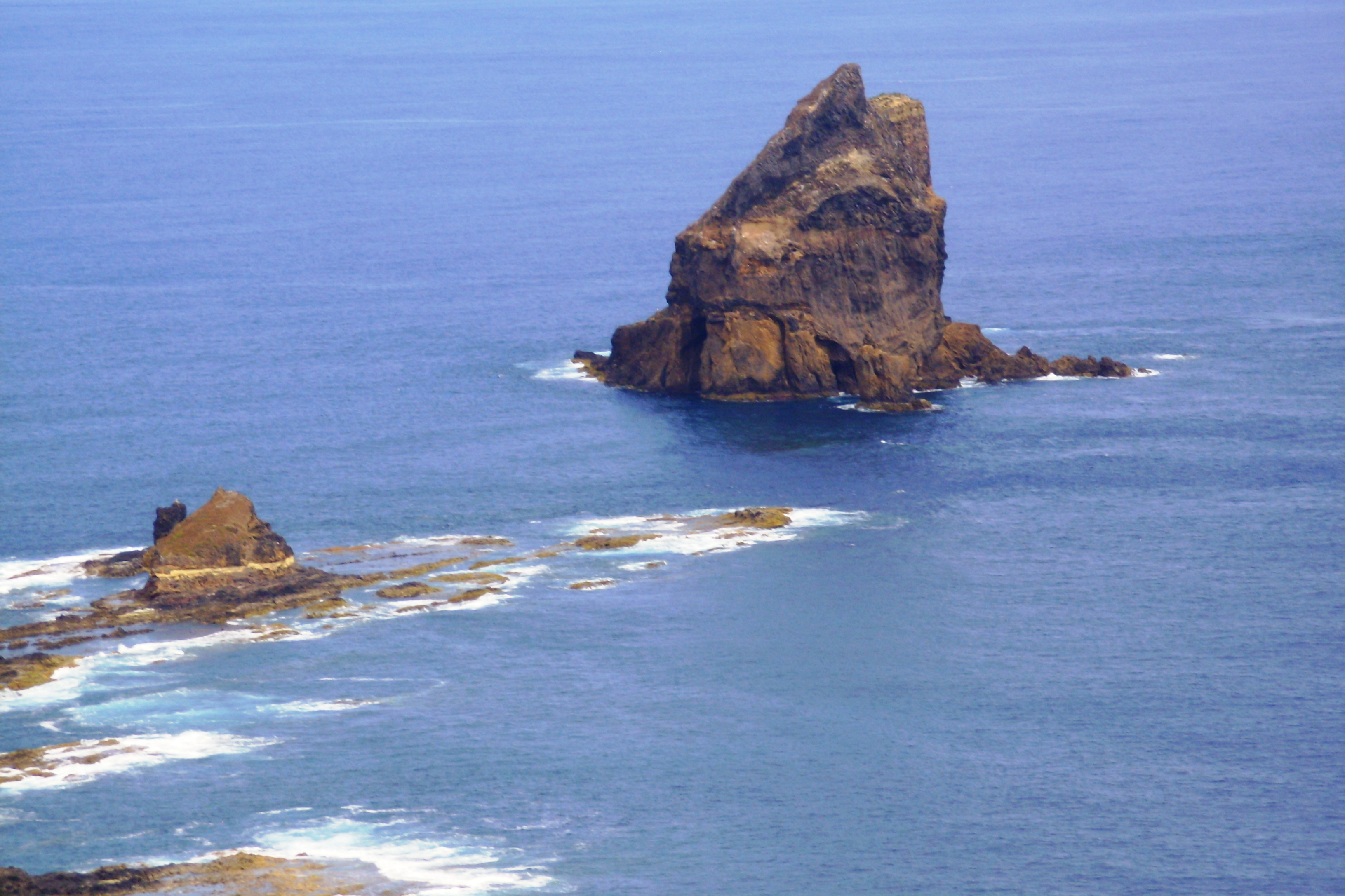